# 梅堀淳
梅堀 淳（うめぼり あつし）は、1972年生まれ、群馬県出身の作曲家・編曲家。テレビ、映画、アニメなどの音楽を手掛ける。シンセサイザー・ターンテーブル・エレクトリック・ギターを演奏。2016年よりフランス・パリへスタジオを移す。

## 作品

### 作曲
- できちゃった結婚（2001年、フジテレビ）
- ピカピカ星空キャンプ（2002年）
- 負け組キックオフ（2002年、テレビ朝日）
- ディビジョン1『2H』（2004年、フジテレビ）
- 最終警告!たけしの本当は怖い家庭の医学：テーマ曲・ジングル曲（2004年、朝日放送）
- NNNきょうの出来事：テーマ曲（2004年10月～2006年9月、日本テレビ）
- 頭文字D Fourth stage：BGM（2004年～2006年、スカパー!）
- アタックNo.1（2005年、テレビ朝日）
- 弁護士のくず -The Nine Head Of Lawyer-（2006年､TBS系列）
- 弁護士 灰島秀樹（2006年、フジテレビ）
- アンナさんのおまめ（2006年、テレビ朝日）
- 湾岸ミッドナイト（2007年、スカパー!パーフェクト・チョイス）
- 東京ゴーストトリップ（2008年、TOKYO MX他UHF局）
- ふたつのスピカ（2009年、NHK）
- 名探偵コナン/まじっく快斗（2010年4月～、読売テレビ・日本テレビ系列）
- 星空へ架かる橋（2011年、TOKYO MX他UHF局）
- ブルドクター（2011年、日本テレビ）
- 頭文字D Fifth stageBGM（2012年～ 、パーフェクト・チョイス）
- ID：INVADED イド：インヴェイデッド（スワベック・コバレフスキとのユニットU/S名義）[2]

### 編曲
- 伊藤蘭
  - 「秘密」
- 氷川きよし
  - 「キニシナイ」
- AKB48
  - 「蜃気楼」
  - 「スカート、ひらり」
  - 「夏が行っちゃった」
  - 「チームAメドレー」
  - 「ほねほねワルツ」
  - 「K2ndメドレー」
  - 「帰郷」
  - 「洗濯物たち」
  - 「夢の鐘」
  - 「ハートが風邪をひいた夜」
- SKE48
  - 「大好き」
- アンジェリーク エトワール
  - 「BLUE」
- denk!girls（高森奈津美、津田美波、竹達彩奈、相沢舞）
  - 「two-Dimension's Love」